# 上帝 (DC漫画)
DC上帝又叫DC存在是DC漫画的至高真神，掌管和主宰创造DC漫画所有力量与所有存在的无量无上大能，包括无量个时空、宇宙、平行世界、超时间流和无量物质能量，创造了无量个DC多元宇宙，会选择与创造一些代言人(如大工匠上帝)来使用自己的无量无上大能，是无量个DC多元宇宙一切天地万物的无上主宰和DC漫画造物黎明第一因(阿拉法)。